# Будівля державної асамблеї Хатай
36°12′11″ пн. ш. 36°09′38″ сх. д. / 36.202972222222° пн. ш. 36.160694444444° сх. д.

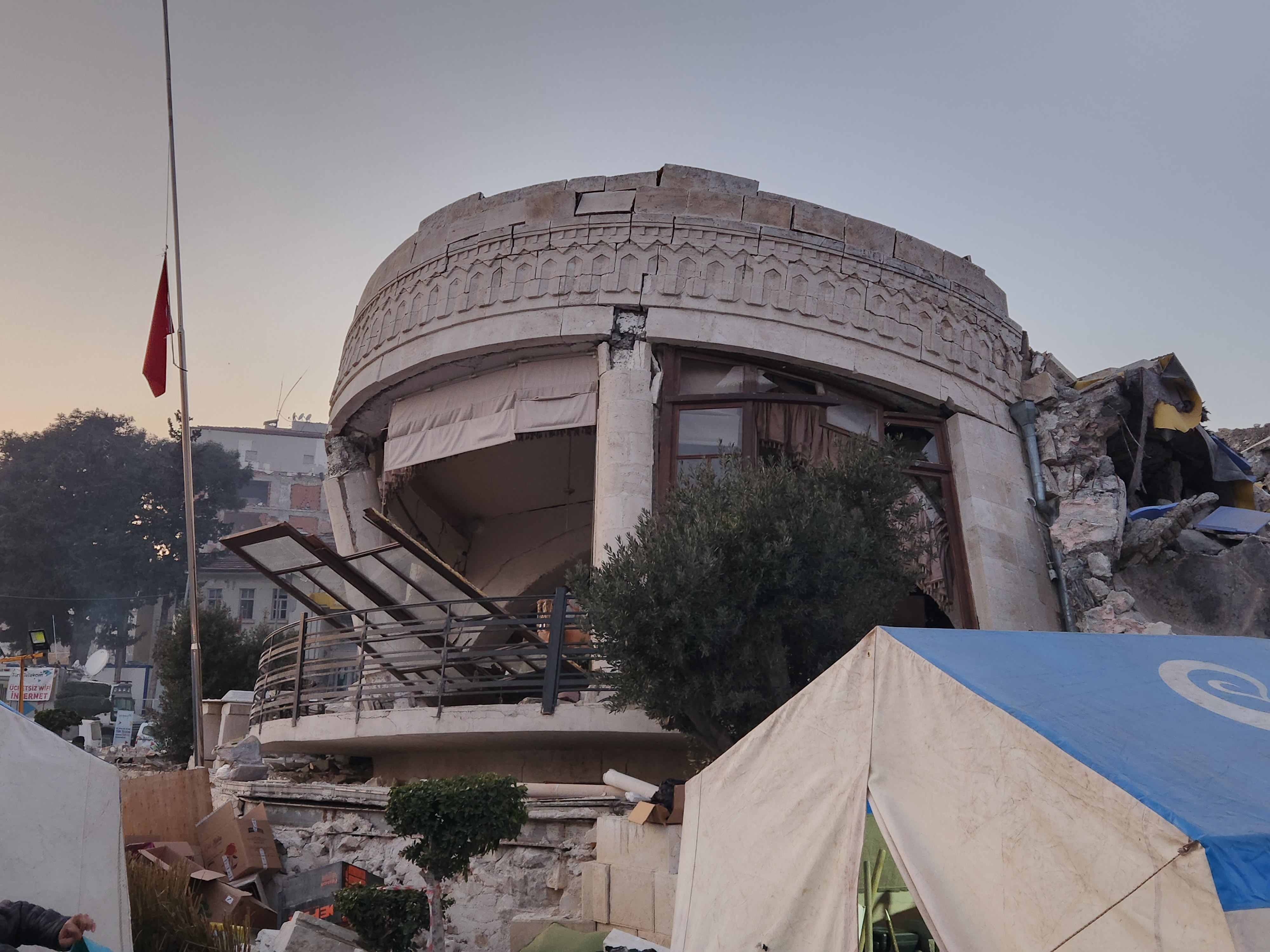
Руйнування після землетрусу в Туреччині та Сирії 2023 року.

Будівля Національної асамблеї штату Хатай — історична будівля, спроєктована французьким архітектором Леоном Бенжу. Вона використовувалася Національною асамблеєю провінції Хатай у перші роки. Будівля, розташована на площі Джумхурієт у центрі Антак’ї, була зруйнована під час турецько-сирійського землетрусу 2023 року.

## Історія
Спроєктована французьким архітектором Леоном Бенджу та відкрита в 1927 році будівля спочатку була розроблена як кінотеатр. У 1933 році в кінотеатрі почали демонструвати звукові фільми, в тому числі перший звуковий фільм турецького кіно «На вулицях Стамбула» («Istanbul Sokakları'nda»). Будівлю, яка приблизно десять років служила кінотеатром Empire, після створення штату Хатай було перетворено на будівлю парламенту. 29 червня 1939 року, згідно з рішенням, прийнятим у зазначеному парламенті, будівлю було знову перетворено на кінотеатр, коли розглядалося приєднання Хатая до Туреччини; він залишався кінотеатром до 1980-х років.   Будівля, яка була приватною власністю, була придбана провінцією Хатай у 2019 році та перетворена на культурний центр.  Будівля була значною мірою зруйнована під час землетрусу в Туреччині та Сирії 2023 року.  